# 數位電源
數位電源（Digital Power）也稱為智慧數位電源（Intelligent Digital Power），是電機工程中針對電源供應設備的分類，是指用數位方式控制、調整及監控的電源供應器。
在傳統式的切換式電源供應器中，是用類比電路來控制及監控輸出。在數位電源中，會有单片机或數位訊號處理器，用其中的韌體來來控制及監控輸出，但還是會有一些類比電路進行PWM控制，信號調整或是在特定頻域進行補償等。

## 數位電源的優點
數位電源的優點是在運行中可以在不同的狀態中進行切換，以符合電源供應器當時的需求。相較於類比的電源供應器，數位電源的能量轉換效率會比較高。透過編寫程式，數位電源的控制程序以及符合複雜的數學敘述或演算法，這些不容易在類比電源供應器上實現。

## 數位電源的缺點
數位電源開發成本以及技術難度比類比電源要高，這也會反映在產品的成本上。若要在一個切換週期中完成所有計算，需將電壓、電流信號以高精度的轉換器數位化，再用較高速的處理器運行才能進行。而且，有些及時的保護（例如過電流保護）仍需要用類比的方式進行保護。

## 外部連結
- „Digital Power“ ist... （页面存档备份，存于） von elektroniknet.de, abgerufen am 13. Juni 2013
- Artikel Die rein digitale Regelschleife （页面存档备份，存于） von elektroniknet.de, abgerufen am 13. Juni 2013
- Artikel über Digital Power mit Beispiel  （页面存档备份，存于）von elektroniknet.de, abgerufen am 13. Juni 2013
- Artikel "Wie funktioniert "digital power"?" von elektroniknet.de, abgerufen am 13. Juni 2013
- Artikel "Intelligenz in der Stromversorgung"  （页面存档备份，存于） von elektroniknet.de, abgerufen am 13. Juni 2013
- Artikel "Zehn Thesen zu Digital Power" von elektroniknet.de, abgerufen am 13. Juni 2013
- Artikel Qualifizierung und Verifizierung digitaler Stromversorgungen von elektroniknet.de, abgerufen am 13. Juni 2013
- 數位電源 （页面存档备份，存于）
- 帶你認識數位電源
- 數位電源：是潛力、希望還是風險？[]
- 剖析數位電源的理解誤區 （页面存档备份，存于）